# سافتبال در المپیک تابستانی ۲۰۰۰
سافتبال در بازی‌های المپیک تابستانی ۲۰۰۰ نام رویداد ورزش سافتبال در بازی‌های المپیک تابستانی بود که در سال ۲۰۰۰ برگزار شد.

## مدال‌آوران
| طلا | نقره | برنز |
| ایالات متحده آمریکا لورا برگ لیزا فرناندز لوری هاریگن میشل اسمیت کریستی آمبروسی جنیفر براندج کریستل بوستوس شیلا کورنل-دوتی دنیل هندرسون جنیفر مک‌فالس استیسی نومن-دنیز لی اوبراین دات ریچاردسون میشل ونتورلا کریستا ویلیامز | ژاپن Misako Ando Yumiko Fujii Taeko Ishikawa Kazue Ito Yoshimi Kobayashi Shiori Koseki Mariko Masubuchi Naomi Matsumoto Emi Naito Haruka Saito Juri Takayama Hiroko Tamoto Reika Utsugi Miyo Yamada Noriko Yamaji | استرالیا Joanne Brown Kerry Dienelt Peta Edebone Tanya Harding Melanie Roche Natalie Ward Brooke Wilkins Sandra Allen Sue Fairhurst Selina Follas Fiona Hanes Kelly Hardie Sally McDermid Simmone Morrow Natalie Titcume |